# Vox Vortex
Vox Vortex magyar DJ és zenei producer. Stílusa elsősorban a pop, mainstream és EDM műfajokra épül. Fellépett több magyarországi fesztiválon, köztük az EFOTT-on, a SopronFesten és a Strand fesztiválon. Saját szerzeményei és remixei mellett legismertebb kiadványa a Vivid Voyage, valamint a Melting Iceberg.

## Életrajz
Vox Vortex Sopronban született 2004. szeptember 13-án. A zenei pályafutását 2024 júniusában kezdte, amikor első fellépését a soproni Color Festivalon tartotta, amelyet a NeverSayNever szervezett.

## Zenei pályafutás
Első jelentősebb fesztiválfellépése az EFOTT-on volt 2024-ben. 2025-ben több országos fesztiválon is bemutatkozott, köztük a SopronFesten és a Strand fesztiválon.
Saját kiadványai közül kiemelkedik a Vivid Voyage és a Melting Iceberg, emellett több remixet is készített, amelyek online streaming platformokon érhetők el.

## Stílus és hatások
Művészetére a pop, mainstream és EDM műfajok jellemzőek. Inspirációi közé tartozik Marshmello és James Hype, a hazai előadók közül pedig Metzer Viktória és Jauri.

## Médiamegjelenések
- Interjút készített vele az Uncensored ruhamárka[1]
- Írt róla a Széchenyi István Egyetem is[2]